# Бухтоярова, Татьяна Сергеевна
Татьяна Сергеевна Бухтоярова (8 января 1911 года—5 марта 1978 года) — звеньевая колхоза «14-я годовщина Октябрьской революции» Ярославского района Краснодарского края. Герой Социалистического Труда (06.05.1948).

## Биография
Родилась 8 января 1911 года на территории Майкопского отдела Кубанской области, ныне — Мостовского района Краснодарского края в семье крестьянина. Русская.
После войны руководила полеводческим звеном по выращиванию зерновых в колхозе «14-я годовщина Октябрьской революции» Ярославского района Краснодарского края.
По итогам работы в 1947 году её звено получило урожай пшеницы 31,21 центнера с гектара на площади 11 гектаров. Все работы производились вручную — пололи маленькими тяпками, жали и молотили.
Указом Президиума Верховного Совета СССР от 6 мая 1948 года за получение высоких урожаев пшеницы и кукурузы в 1947 году Бухтояровой Татьяне Сергеевне присвоено звание Героя Социалистического Труда с вручением ордена Ленина и золотой медали «Серп и Молот».
Этим же указом высокого звания были удостоены все четверо звеньевых бригады Л. Е. Казанкова, а также председатель колхоза «14-я годовщина Октябрьской революции» И. В. Кривуля.
В последующие годы звено Т. С. Бухтояровой продолжало получать высокие урожаи зерновых, после 1959 года в реорганизованном из колхоза в семенном совхозе «Костромской».
Участница ВСХВ и ВДНХ.
Проживала в станице Костромской, ныне Мостовский район.
Скончалась 5 марта 1978 года.

## Награды
- Медаль «Серп и Молот» (06.05.1948);
- Орден Ленина (06.05.1948).
- Медаль «В ознаменование 100-летия со дня рождения Владимира Ильича Ленина» (6 апреля 1970)
- Медаль «Ветеран труда»
- медалями ВСХВ и ВДНХ
- и другими
- Отмечена грамотами и дипломами.

## Память

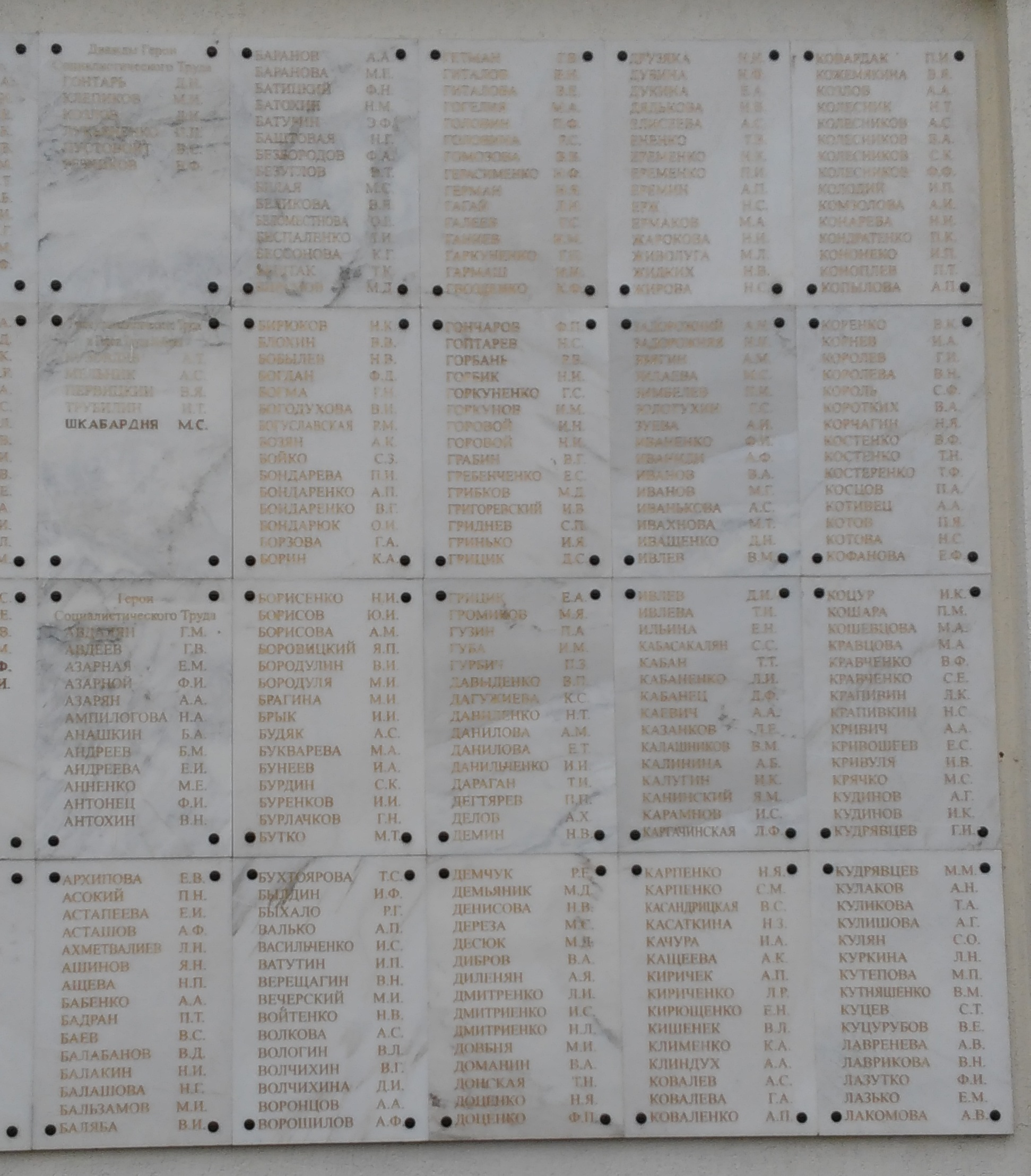
Мемориальная доска с именами Героев Социалистического Труда Кубани и Адыгеи. Краснодар 2017

- На могиле установлен надгробный памятник.
- Имя Героя золотыми буквами вписано на мемориальной доске в Краснодаре.